# Кейв-Крік
Кейв-Крік (англ. Cave Creek) — місто (англ. town) в США, в окрузі Марікопа штату Аризона. Населення — 4892 особи (2020).

## Географія
Кейв-Крік розташований за координатами 33°50′10″ пн. ш. 111°58′56″ зх. д. / 33.83611° пн. ш. 111.98222° зх. д. (33.836205, -111.982191). За даними Бюро перепису населення США в 2010 році місто мало площу 98,21 км², з яких 98,19 км² — суходіл та 0,02 км² — водойми.

## Демографія
Згідно з переписом 2010 року, у місті мешкало 5015 осіб у 2150 домогосподарствах у складі 1527 родин. Густота населення становила 51 особа/км². Було 2579 помешкань (26/км²).
Расовий склад населення:
| - 93,7 % — білих - 0,8 % — азіатів - 0,7 % — чорних або афроамериканців - 0,5 % — корінних американців - 0,1 % — вихідців з тихоокеанських островів - 3,1 % — осіб інших рас |

До двох чи більше рас належало 1,1 %. Частка іспаномовних становила 8,1 % від усіх жителів.
За віковим діапазоном населення розподілялося таким чином: 16,4 % — особи молодші 18 років, 65,2 % — особи у віці 18—64 років, 18,4 % — особи у віці 65 років та старші. Медіана віку мешканця становила 51,2 року. На 100 осіб жіночої статі у місті припадало 97,4 чоловіків; на 100 жінок у віці від 18 років та старших — 95,8 чоловіків також старших 18 років.
Середній дохід на одне домашнє господарство становив 98 129 доларів США (медіана — 76 149), а середній дохід на одну сім'ю — 108 440 доларів (медіана — 85 746). Медіана доходів становила 66 090 доларів для чоловіків та 50 298 доларів для жінок. За межею бідності перебувало 5,8 % осіб, у тому числі 6,1 % дітей у віці до 18 років та 2,4 % осіб у віці 65 років та старших.
Цивільне працевлаштоване населення становило 2265 осіб. Основні галузі зайнятості: освіта, охорона здоров'я та соціальна допомога — 19,3 %, фінанси, страхування та нерухомість — 11,5 %, роздрібна торгівля — 11,3 %.